# Rio Gârcic
O Rio Gârcic é um rio da Romênia, afluente do Buneşti, localizado no distrito de Argeş.